# Spoorlijn Wädenswil - Einsiedeln
De spoorlijn Wädenswil - Einsiedeln is een Zwitserse spoorlijn van de in 1870 opgerichte spoorwegonderneming Wädenswil-Einsiedeln-Bahn (WE) gelegen in kanton Zürich via Schindellegi naar Einsiedeln in het kanton Schwyz rijdt. In 1890 werd de WE overgenomen door de Schweizerische Südostbahn.

## Geschiedenis
In 1867 maakte men zich in Wädenswil de wandel dorp boeren en industrie dorp de roep om een betere verbinding met Einsiedeln. Op indicatief van de Zürcher kantonsingenieur Kaspar Wetli die de straat wens voorstond.
Hij beviel een nieuwe straat naar Einsiedeln in plaats van een spoorlijn te bouwen Wetli was destijds niet voor de bouw van een straat, maar een spoorlijn. Daarna besloot de politieke krachten van Wädenswil en Einsiedeln op 1 januari 1870 met een openbare oproep voor een referendum. Het idee van een spoorlijn werd in beide plaatsen door de bevolking aangenomen. Alleen in Richterswil en Wollerau was met massaal tegenstander, men vreesde verkeershinder door toenemend verkeer.

### Oprichting
De oprichting door het oprichtingscomité vond op 3 januari 1870 in Einsiedeln plaats. Tot de oprichtingscomité behoorden politici en fabrikanten van Wädenswil en Einsiedeln, maar ook Kaspar Wetli.

### Walzenrad systeem Wetli
Het Wädenswil aangelegd op het traject van Wädenswil naar Schindellegi en bestond uit een aangepaste wagon met een grote trommel, voorzien van soort V-vormige haken vergelijkbaar tandradsystemen voor gebruik op het bergtraject. Op het traject lagen tussen de spoorstaven eveneens V-vormige haken. Het walssysteem was vergelijkbaar met een tandradsysteem.

### Ongeval
Op 30 november 1876 vond een ongeval met het Walzenradsysteem Wetli plaats. Tijdens een rit van Schindellegi naar Wädenswil weigerden de remmen, met een ongeval tot gevolg. Geschat werd dat de snelheid bij het station Wädenswil opgelopen was tot ongeveer 120 km/h. Na dit ongeval wilde niemand meer proeven nemen met het Walzenradsysteem Wetli.

## Fusie
Op 12 augustus 1889 volgde een fusieovereenkomst met de Zürichsee-Gotthardbahngesellschaft, de initiatiefcommissie voor de spoorweg bouw van Biberbrugg naar Arth-Goldau en de initiatiefcommissie voor de verbindingsspoorlijn van Pfäffikon naar Samstagern van de Schweizerischen Südostbahn. Alle vier de fusiepartners wilden tegelijkertijd een aansluiting met de Gotthardbahn. Dit doel was voor de Südostbahn op 31 juli 1891 ook bereikt. Bij de buitengewone vergadering op 5 november 1889 werd de Wädenswil-Einsiedeln-Bahn opgeheven en op 1 januari 1890 gingen de bezittingen over aan de Südostbahn.